# Журомін (гміна)
Гміна Журомін (пол. Gmina Żuromin) — місько-сільська гміна у центральній Польщі. Належить до Журомінського повіту Мазовецького воєводства.
Станом на 31 грудня 2011 у гміні проживало 14759 осіб.

## Площа
Згідно з даними за 2007 рік площа гміни становила 132.44 км², у тому числі:
- орні землі: 84.00%
- ліси: 3.00%

Таким чином, площа гміни становить 16.45% площі повіту.

## Населення
Станом на 31 грудня 2011:
| Опис     | Загалом | Загалом | Чоловіки | Чоловіки | Жінки | Жінки |
| -------- | ------- | ------- | -------- | -------- | ----- | ----- |
| одиниця  | осіб    | %       | осіб     | %        | осіб  | %     |
| все      | 14759   | 100     | 7230     | 48.99    | 7529  | 51.01 |
| міське   | 9037    | 100     | 4389     | 48.57    | 4648  | 51.43 |
| сільське | 5722    | 100     | 2841     | 49.65    | 2881  | 50.35 |

## Сусідні гміни
Гміна Журомін межує з такими гмінами: Бежунь, Кучборк-Осада, Любовідз, Лютоцин, Шренськ.